# Aus dem Leben Hödlmosers
Aus dem Leben Hödlmosers ist ein steirischer Roman von Reinhard P. Gruber, 1973 veröffentlicht im Residenz Verlag und 1999 wieder aufgelegt im Literaturverlag Droschl.

## Werk
Das Werk ist ein Höhepunkt der Anti-Heimatliteratur, eine detaillierte und sarkastische Darstellung von Personen auf dem Land und ihren Problemen. Gruber schrieb die Erzählung aus der Sicht seines Helden, aber in der 3. Person. Dies ermöglicht zugleich Distanzierung und besseren Einblick in alle Situationen. Die Quintessenz des Werks findet sich auf Seite 6:

„die steiermark zerfällt aus zufälligkeit, österreich aus notwendigkeit. die resistenz der teile ermöglicht die labilität des ganzen. das ganze existiert nur als labiles ganzes.
steiermark, das ist resistenz. österreich, das ist labilität.“

## Hauptcharaktere
- Franz Josef Hödlmoser: 38-jähriger Steirer, der nach dem Mord an seinem Vater eine zehnjährige Gefängnisstrafe abgesessen hat und nun sein Leben als Bauer verbringt
- Fani: heiratet Hödlmoser und führt mit ihm einen Bauernhof (Hödlmoserhof); mit ihr zeugt Hödlmoser Schurl
- Schurl: wird auf eine sehr lockere Art und Weise von seinen Eltern erzogen, was später Auswirkungen auf sein Leben hat

## Inhalt
Der Roman Aus dem Leben Hödlmosers beginnt mit einer allgemeinen Einleitung über die Steiermark („steirer“). Man erfährt, wie mit einem Steirer umgegangen werden muss, welche Vorlieben ein solcher hat, und man erhält auch eine satirische „Gebrauchsanweisung“ zur anthropologischen Einteilung der Steiermark und ihrer Bewohner in Feldsteirer, Waldsteirer, Flußsteirer, Bachsteirer, Bergsteirer, Gebirgssteirer und Alpensteirer. Auch wird eine Beschreibung steirischen Kulturgutes wie z. B. des Steireranzugs und des Jodelns gegeben.
Ursprünglich sollte die allgemeine Einleitung zudem einen klaren Verweis auf den damaligen Landeshauptmann der Steiermark, Josef Krainer, enthalten: „wer wissen will, was die steiermark ist, soll sich mit KRAINER unterhalten“.
Die Geschichte beginnt mit dem morgendlichen Aufstehen des Bauern Hödlmoser. Hier charakterisiert Reinhard P. Gruber die Hauptfigur mit deren eigenen Aussagen und ihren Gewohnheiten. Hödlmoser ist 38 Jahre alt, wohnt auf der Anhöhe von Kumpitz bei Fohnsdorf, ist Bauer, hat einen Hang zum Alkohol und rauft sehr gerne. Auch verbal legt er sich gerne mit anderen an. Als er eines Tages mit seinen Saufkumpanen am Stammtisch sitzt und diese wieder einmal das Singledasein Hödlmosers beklagen, geht die schöne Fani Hinterleitner mit ihren Kühen vorbei. Nachdem Hödlmoser sie im Wald geschwängert hat, heiraten sie, und Fani gebiert ihren ersten Sohn, genannt Schurl.
Eines Tages geht Hödlmoser wildern. Hödlmoser hat derzeit keinen Jagdschein, weil er seinen Vater umgebracht hat (allerdings, wie es heißt, soll er den Jagdschein bald wiederbekommen, da er seinen Vater schließlich nicht erschossen, sondern „nur“ erstochen hat). Er schießt einen kapitalen Bock, wird dabei aber von einem Revierförster erwischt, der wiederum außerhalb der Schießzeiten einen Hasen in einem fremden Jagdrevier erlegt hat. Die beiden vereinbaren Stillschweigen. Ein anderes Mal trifft Hödlmoser beim Schwammerlsuchen im Wald auf seinen Halbbruder, den jungen Franzbauer. Hödlmoser möchte auch ihn erschießen, besinnt sich dann aber, weil er der Meinung ist, dass man einen Bruder nicht erschießt. Hödlmosers unkonventionelle Ansichten spinnen sich im Buch weiter: Sein Freund Rudolf Esterl erschlägt den eigenen Sohn und das einzige, was Hödlmoser aufregt, ist, dass er diesem Menschen ein Bier gezahlt hat. Er findet es außerdem erschreckender, dass Herr Esterl mehr als hundert Mäusen die Beine ausgerissen hat, als dass er seinen eigenen Sohn erschlagen hat.
Hödlmoser geht im Verlauf der Geschichte mit seinem Sohn Schurl wallfahren, fährt zu einer Hochzeit nach Weistrach (Niederösterreich), wo Schurl seine ersten Annäherungsversuche an eine Verwandte macht, und besucht mit ihm ein Begräbnis. Schurl ist inzwischen zwölf Jahre alt und Hödlmoser möchte ihm ein neues Fahrrad, eine „Puch spezial“, kaufen. Schurl bekommt es zu seinem 13. Geburtstag und fährt sehr schnell den Berg hinunter, auf dem Hödlmosers Anwesen liegt. Der Vater fährt ihm nach und Schurl, der sich nach ihm umblickt, stößt mit dem Kopf an einen Baumstamm. Hödlmoser nimmt das Fahrrad mit seinem toten Sohn und schiebt es nach Kumpitz, dem nächsten Ort. Hödlmoser wird abermals eingesperrt.
Fani ist wieder schwanger und Hödlmoser möchte einen neuen Schurl. Während Fani zuhause bleibt, fährt Hödlmoser in das „Ausland“: nach Wien. Dort möchte er den Bundeskanzler sprechen, kommt aber nur zum Bürgermeister. Er beschimpft und ohrfeigt diesen und wird wieder eingesperrt. Nach seiner Entlassung geht er wie gewohnt zum Stammtisch. Es scheint alles genau so zu sein wie vorher, doch dann erzählt ihm ein Kumpan, dass seine Frau ein Verhältnis mit einem anderen Mann hat. Er rast, nachdem er im Wirtshaus ein Blutbad angerichtet hat, nach Hause und findet seine Frau mit dem Gufler Pepi im Bett vor. Hödlmoser erkennt in Pepi seinen unehelichen Sohn, zögert, ihn umzubringen, und dieser ersticht ihn. Fani versucht Pepi zu erschießen, dieser aber schneidet ihr vorher den schwangeren Bauch auf und sich selbst die Kehle durch. Nun ist die gesamte Familie Hödlmosers ausgestorben, und Kumpitz bleibt, wie es ist.

## Stil
Gruber verwendet in diesem Roman eine weitgehend konsequente Kleinschreibung. Der Inhalt ist in zahlreiche, großteils nur wenige Zeilen bis Seiten lange Kapitel gegliedert, die meistens von einer nachfolgenden „Regieanweisung“ zur jeweiligen Szene begleitet sind. Die Kapitel tragen Namen wie „die steirische aggressionsgeschichte“ und sind in sich geschlossene Teile.
Die Kapitel stellen den Handlungsverlauf dar, wobei die Regieanweisungen einzelne in den Kapiteln nicht dargestellte Elemente oder nur Teile der Kapitel näher beleuchten oder Hödlmosers und anderer Personen Gedanken darstellen. Während die Sprache der Kapitel direkt, einfach und authentisch ist, finden sich in den Regieanweisungen viele Fremdwörter (vor allem in der direkten Rede), komplexere Satzstrukturen und intellektueller wirkende Satire.
Der Roman zeichnet sich vor allem durch seine Dekonstruktion konventioneller Formen, Motive und Handlungselemente aus, weshalb von Anti-Heimatliteratur gesprochen werden kann. In den „Regieanweisungen“, die den einzelnen Kapiteln nachgestellt werden, werden verschiedenste Textsorten, Textmuster und Fachsprachen parodiert; hierzu verwendet Gruber zahlreiche Stile (zum Beispiel Wissenschafts- und Unterschichtenjargon, Bibel-, Blubo-, Werbe- und Amtssprache).

## Referenz
In Hödlmosers Heimat Fohnsdorf wurde 2007 der Themen-Wanderweg Auf den Spuren Hödlmosers eröffnet. Der Rundweg startet am Hauptplatz und passiert Dietersdorf – Barbarakapelle – Stoxi's Mostschänke – Gaalerhütte, Gaalerhöhe (1539 m) – Hölzelkogel – Sillweger Berg, Sillweger Aussichtswarte.